# Jordanoleiopus gabonicus
Jordanoleiopus gabonicus es una especie de escarabajo longicornio del género Jordanoleiopus, tribu Acanthocinini, familia Cerambycidae. Fue descrita científicamente por Breuning en 1958.

## Distribución
Se distribuye por Gabón y Somalia.

## Descripción
La especie mide 4,5 milímetros de longitud. El período de vuelo ocurre en el mes de agosto.